# Litothericles
Litothericles is een geslacht van rechtvleugeligen uit de familie Thericleidae. De wetenschappelijke naam van dit geslacht is voor het eerst geldig gepubliceerd in 1977 door Descamps.

## Soorten
Het geslacht Litothericles omvat de volgende soorten:
- Litothericles bicolor Descamps, 1977
- Litothericles carbonarius Descamps, 1977
- Litothericles marginatus Descamps, 1977
- Litothericles nigriceps Descamps, 1977
- Litothericles vespa Descamps, 1977
- Litothericles vitticeps Descamps, 1977